# Steve Kuhn
Steve Kuhn (* 24. března 1938, Brooklyn, New York) je americký jazzový klavírista. Na klavír začal hrát ve svých pěti letech a později studoval na Harvardově univerzitě. Své první album jako leader nazvané The Country and Western Sound of Jazz Pianos vydal v roce 1963 a spolupracoval na něm s klavíristkou Tošiko Akijoši. Později spolupracoval s mnoha dalšími hudebníky, mezi které patří například Ron Carter, Joey Baron, Sheila Jordan nebo Steve Swallow.